# Peter H. Gilmore
Peter Howard Gilmore es un artista y escritor estadounidense, administrador de la Iglesia de Satán y autor de "Las Escrituras Satánicas". Fue nombrado Sumo Sacerdote de la Iglesia en 2001 por Magistra Blanche Barton. Dentro de la iglesia, es conocido como el Mago Peter H. Gilmore, Sumo Sacerdote de la Iglesia de Satán.
Como representante de la Iglesia de Satán, Gilmore ha sido entrevistado en numerosos programas de radio y televisión tratando con el tema del satanismo, incluyendo apariciones en The History Channel, BBC, el canal Sci-Fi, "Point of Inquiry", y radio Gilmore, como compositor entrenado, ha colaborado con la banda de death metal "Acheron" en sus lanzamientos anteriores.

## Biografía
Gilmore fue criado en el norte del estado de Nueva York. Visitaba la ciudad de Nueva York regularmente a lo largo de su juventud y se mudó a Hell's Kitchen ("La Cocina del Infierno") en Nueva York en 1980.
Gilmore leyó la Biblia satánica a los trece años y, desde entonces ha descrito a la Iglesia de Satán como "la fuerza de motivación filosófica en mi vida".
En 1989, junto con su esposa Peggy Nadramia comienza a publicar una revista Satánica, "La Llama Negra" y sigue publicando los temas esporádicamente. En 2005, escribió una nueva introducción a La Biblia Satánica, de Anton Szandor LaVey y su ensayo sobre Satanismo fue publicado en la Enciclopedia de religión y naturaleza.

## Las Escrituras Satánicas
La noche de Walpurgis de 2007 lanzó una edición de tapa dura de Las Escrituras Satánicas, libro que colecciona sus ensayos y otras escrituras. El 13 de octubre de 2007 aparece también una edición en rústica (ISBN 0976403595). El libro incluye rituales que previamente no eran públicos, como los matrimonios y los entierros satánicos.
La noche de Walpurgis de 2012, anunció la producción de una edición en castellano para ser lanzada en Halloween de ese mismo año.

## Ensayos
Una gran parte de sus ensayos han sido publicados antes del libro, sin embargo, algunos de estos textos incluidos en el libro son variaciones mejoradas. Algunos, incluido el ensayo publicado en el extracto, tratan con lo que la Iglesia de Satanás considera pseudo-satanistas, y aquellos que niegan afiliarse a la Iglesia, formando sus propios grupos. El Mago Gilmore no es demasiado crítico con los Satanistas legítimos que nunca se unen a esta Iglesia, sin embargo, con desdén denuncia a los cristianos herejes adoradores del diablo que tontamente sacrifican animales y adoran a un dios legendario y anti-teísta.
Otros ensayos tocan en la similitud entre la estética fascista y el satanismo, junto con una multitud de cuestiones políticas que se correlacionan con el punto de vista satánico, como lo demuestra el mismo índice. Estos textos incluyen asuntos como el terrorismo en Estados Unidos o los derechos LGTBI entre otros temas.

## Rituales
Muchos de los rituales detallados en el libro anteriormente solo eran conocidos por miembros del sacerdocio en la Iglesia de Satán, como el rito de la boda que se llevó a cabo por el fundador Anton LaVey, junto con los detalles de un funeral satánico, variación del que se realizó para él.

## Entrevistas con Peter H. Gilmore
Abrazar la oscuridad, y entendimiento subculturas Dark Corvis Nocturnum (Dark Moon de Prensa 2005. ISBN 978-0976698401) presenta entrevistas con la Iglesia de Satanás actual Sumo Sacerdote Mago Peter H. Gilmore, y el Paraíso de Magister no como la mayoría, una revista satánicos.
- Satanismo: Una entrevista con la Iglesia de Satanás, el sumo sacerdote Peter Gilmore (5 de noviembre de 2007), Wikinoticias
- Gilmore alto sacerdote en la religión, rumores, y Sammy Davis Jr., [10] (14 de septiembre de 2001), Satanosphere
- Endemoniada Zine
- ¡Ay, Babilonia, el artículo sobre el aburguesamiento de la ciudad de Nueva York por Jim Knipfel en Nueva York Press
- Q & A con Peter H. Gilmore (noviembre de 2005), de J. Bennett en la revista Decibel
- Iglesia de Satanás "Dark Papa" [12] (6 de junio de 2006), entrevista en video con Stroumboulopoulos George en The Hour (la televisión de CBC)
- Especial de Halloween (4:46-08:14) (29 de octubre de 2010), entrevista en video con Stroumboulopoulos George en George Stroumboulopoulos esta noche (la televisión de CBC)
- La ciencia y el satanismo (10 de agosto de 2007), entrevista de audio en el punto de información

- Datos: Q561515
- Multimedia: Peter Gilmore (high priest) / Q561515